# 7 Brygada Zmechanizowana
7 Pomorska Brygada Zmechanizowana im. gen. Stanisława Grzmot-Skotnickiego (7 BZ) – dawny związek taktyczny wojsk zmechanizowanych Sił Zbrojnych RP.

## Formowanie i zmiany organizacyjne
Brygadę sformowano w maju 1994 na bazie 16 pułku zmechanizowanego Ułanów Wielkopolskich im. gen. Gustawa Orlicz–Dreszera oraz 34 batalionu Obrony Wybrzeża. W skład brygady wszedł również 1 batalion zmechanizowany z 36 pułku zmechanizowanego. Rozformowywany 16 pułk zmechanizowany przekazał nowo formującej się 3 Brygadzie Pancernej z Trzebiatowa swój batalion czołgów.
Brygada wchodziła w skład 8 Dywizji Obrony Wybrzeża.
W wyniku zmian restrukturyzacyjnych w Wojsku Polskim w 2001 brygadę przemianowano na 7 Brygadę Obrony Wybrzeża.

## Tradycje
Dla zachowania w pamięci bohaterskich czynów żołnierzy Pomorskiej Brygady Kawalerii oraz upamiętnienia bojowych zasług żołnierzy dywizji i brygad piechoty oznaczonych cyfrą 7, na „podstawie art. 2 ust. 1 ustawy z 30 lipca 1992 o ustanowieniu Święta Wojska Polskiego oraz postanowień rozkazu Ministra Obrony Narodowej Nr 1/MON z 2 stycznia 1991 w sprawie dziedziczenia i kultywowania tradycji oręża polskiego z dniem 26 lipca 1994”. 7 Brygada Zmechanizowana przyjęła nazwę wyróżniającą „Pomorska” oraz imię gen. bryg. Stanisława Grzmot-Skotnickiego.
Doroczne święto obchodziła 26 lipca.

## Struktura organizacyjna
- dowództwo i sztab
- batalion dowodzenia
- 3 bataliony zmechanizowane
- batalion czołgów
- batalion piechoty zmotoryzowanej
- dywizjon artylerii samobieżnej
- dywizjon artylerii przeciwpancernej
- dywizjon artylerii przeciwlotniczej
- kompania rozpoznawcza
- kompania saperów
- kompania zaopatrzenia
- kompania remontowa
- kompania medyczna

Uzbrojenie: bojowe wozy piechoty BWP-1, czołgi podstawowe T-55AM Merida, haubice samobieżne 2S1 Goździk, armaty przeciwlotnicze ZU-23-2, opancerzone samochody rozpoznawcze BRDM-2

## Dowódcy brygady
- ppłk dypl. Mieczysław Koziński
- ppłk Krzysztof Makowski